# Aconitina
L'aconitina o napel·lina és un alcaloide altament tòxic que es troba en totes les parts de la tora blava (Aconitum napellus), unit a l'àcid aconític i unes altres bases.
Amb un mil·ligram del tòxic n'hi ha prou per causar la mort d'un adult, més tòxic queconiïna, l’àcid cianhídric i l’arsènic. Només tocar la planta i després tocar amb les mans un aliment o la boca, ja pot alliberar una dosi mortal d'aconitina.
L'aconitina té propietats com a analgèsic, que modifica les terminacions nervioses. És antipirètic, antitussigen i descongestionant (vasoconstrictor). Com és un verí potent i ràpid, tòxic per al cor i el sistema nervós, ja no s'utilitza en la medicina moderna.
A la Unió Europea és prohibit com a substància de productes cosmètics.

## En les arts i la criminologia
En el relat El crim de Lord Arthue Savile d'Oscar Wilde serveix de verí. El pare de Leopold Bloom en Ulisses de James Joyce n'engoleix unes pastilles per a suïcidar-se.
El 1988 una perruquera de Vilafranca del Penedès va ser condemnada per un intent d'assassinar el seu home amb aconita. Pretenia que el feia servir per fer créixer els cabells. El metge assassí novayorquès George Henry Lamson (1852-1882) va assassinar el seu sogre amb aquest verí per assegurar-se l'herència. Aprofitava el fet que és molt difícil per detectar post mortem. El 1982, un espió del servei secret de la Romania comunista, la Securitate, va intentar enverinar l'escriptor i dissident Paul Goma (1935-2020), molt crític del règim de Ceausescu, a París.